# 순천향교소장 향안류 및 유안류 일괄 문서류
순천향교소장 향안류 및 유안류 일괄 문서류는 대한민국 전라남도 순천시 금곡동에 있다. 2014년 1월 14일 순천시의 향토유적 제1호로 지정되었다.

## 개요
조선시대 지방자치기구인 유향소(留鄕所)를 운영하던 향중사류(鄕中士類)들의 명부를 순천향교에서 소장하고 있다.